# Pierre-Simon Laplace

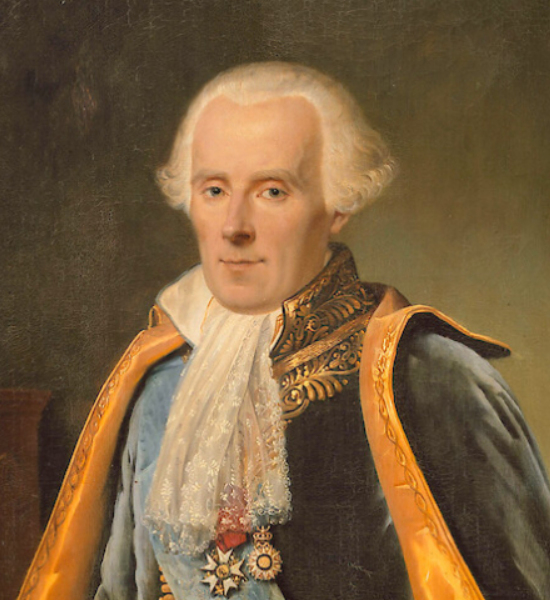
Pierre-Simon Laplace (Gemälde aus dem 19. Jahrhundert)

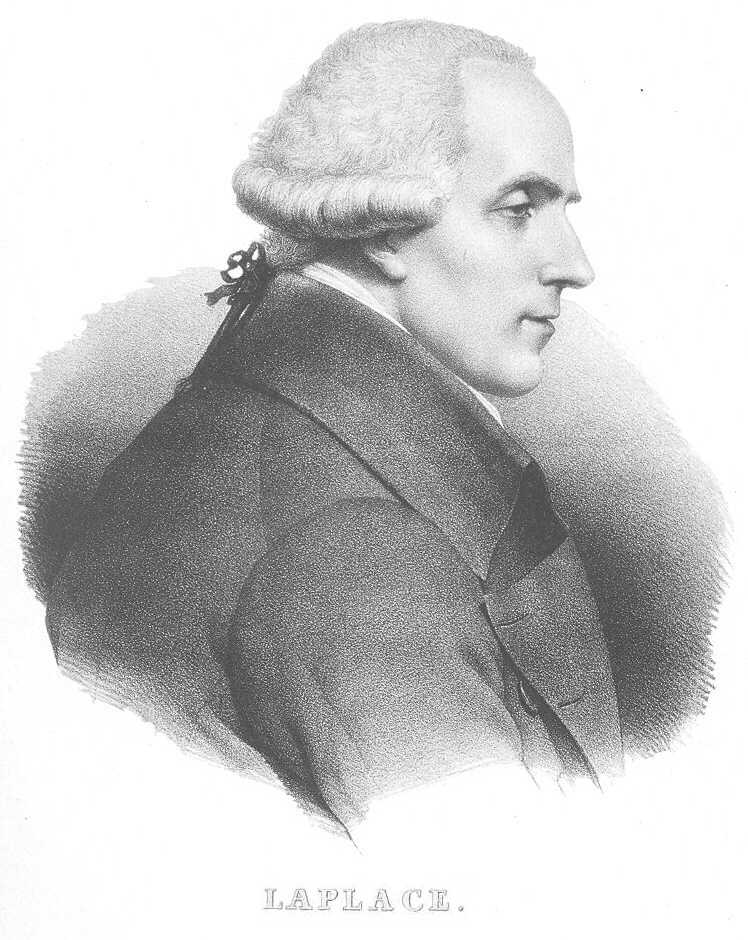
Laplace (Kupferstich aus dem 19. Jahrhundert)

Pierre-Simon Laplace, seit 1817 Marquis de Laplace (* 23. März 1749 in Beaumont-en-Auge in der Normandie; † 5. März 1827 in Paris) war ein französischer Mathematiker, Physiker und Astronom. Er beschäftigte sich unter anderem mit der Wahrscheinlichkeitstheorie und mit Differentialgleichungen.

## Leben

### Jugend
Laplace wurde als Sohn eines reichen Landwirtes und Cidre-Händlers geboren. Der Beruf des Vaters sicherte der Familie ein relativ komfortables Leben. Von seinem siebten bis zu seinem sechzehnten Lebensjahr besuchte Laplace als Tagesschüler die Schule des Benediktinerordens im Ort. Nach der Schulausbildung schlugen Kinder des Dritten Standes normalerweise einen militärischen oder kirchlichen Lebensweg ein. Der Vater von Laplace wünschte sich für seinen Sohn eine geistliche Karriere und so studierte Laplace ab 1766 Theologie und Philosophie am Jesuiten-Kolleg von Caen. Dort machte er die Bekanntschaft der Professoren Christoph Gadblet (1734–1782) und Pierre Le Canu, die seine mathematische Begabung erkannten und seine Augen für die Mathematik öffneten.

### Karriere
1768 verließ er deshalb Caen und ging nach Paris mit einem Empfehlungsschreiben an Jean-Baptiste le Rond d’Alembert, den damals berühmtesten Mathematiker Frankreichs, um bei ihm Mathematik zu studieren. Als Laplace bei d’Alembert vorstellig wurde, gab dieser ihm ein mathematisches Problem und eine Woche Zeit, um dieses zu lösen. Laplace löste es über Nacht und klopfte schon am nächsten Tag wieder an d’Alemberts Tür. Darauf gab dieser ihm ein schwierigeres Problem, das Laplace jedoch in derselben Zeit löste. Es ist nicht sicher, ob sich diese Begebenheit wirklich zugetragen hat, sicher ist jedoch, dass d’Alembert sehr von Laplace beeindruckt war und ihn unterstützte und förderte.
Um seine finanzielle Situation zu sichern, verschaffte d’Alembert Laplace 1771 eine Stelle als Lehrer für Geometrie, Trigonometrie, elementare Analysis und Statistik an der Pariser Militärakademie. Von 1770 bis 1773 verfasste Laplace 13 wichtige Abhandlungen zu unterschiedlichen und schwierigen Themen, zu Extremwertproblemen, Astromechanik, Differentialgleichungen, Wahrscheinlichkeits- und Spieltheorie sowie zur Integralrechnung, um Reputation zu erlangen und an der Pariser Académie des sciences aufgenommen zu werden. Laplace bewarb sich 1771 und 1772 an der Académie, wurde jedoch zugunsten älterer Bewerber abgelehnt. Trotz des Altersunterschieds traf Laplace dies tief, besonders 1772, da Laplace seine mathematischen Fähigkeiten sehr viel höher einstufte als die seines Konkurrenten. Überhaupt war Laplace sehr von sich überzeugt. D’Alembert schrieb darauf Anfang 1773 einen Brief an Lagrange, der damals in Berlin weilte, um zu erfahren, ob dort die Möglichkeit eines Postens und eines Platzes an der Preußischen Akademie der Wissenschaften für Laplace bestehe. Dieser Brief erübrigte sich jedoch, als Laplace 1773 im Alter von gerade 24 Jahren als Adjunkt an der Académie française aufgenommen wurde. In den folgenden Jahren steigerte Laplace sein wissenschaftliches Ansehen stetig und wurde zu einem der wichtigsten und einflussreichsten Wissenschaftler. Darunter litt aber sein Verhältnis zu seinen Kollegen. So spürte zum Beispiel d’Alembert, dass die Arbeiten von Laplace einen großen Teil seines eigenen Lebenswerks hinfällig machten. 1784 wurde Laplace Examinateur für die Königliche Artillerie, was damals ein verantwortungsvoller Posten war, da die Anwärter, deren Eignung Laplace prüfte, fast ausschließlich aus sehr gutem Hause kamen und seine Berichte an höchsten Stellen Beachtung fanden. In dieser Funktion prüfte er 1785 auch den damals sechzehnjährigen Napoleon Bonaparte. Im April jenes Jahres wurde Laplace dann ordentliches Mitglied an der Académie des sciences.

### Familie und Französische Revolution
1788 heiratete Laplace die zwanzig Jahre jüngere Marie-Charlotte de Courty de Romanges (* 8. Oktober 1769 in Besançon (Doubs); † 20. Juli 1862 in Paris). Sie gebar ihm ein Jahr später einen Sohn, Charles-Emile Laplace (1789–1874), der später General wurde. 1792 kam ihre Tochter Sophie-Suzanne (1792–1813) zur Welt. Während der Französischen Revolution konnte Laplace seine Forschungen weitestgehend weiterführen und wurde 1792 Mitglied des Komitees für Maße und Gewichte, das später für die Einführung der Einheiten Meter und Kilogramm sorgte. Dieses Amt musste Laplace aber im Dezember des Jahres aufgeben, genau wie seine übrigen Tätigkeiten, da mit der Herrschaft Robespierres die Mitwirkung an der Revolution und Hass auf die Monarchie Bedingung für die Arbeit wurden. Laplace floh mit seiner Familie vor der Schreckensherrschaft der Jakobiner in das 50 Kilometer südöstlich von Paris liegende Melun.
Nachdem Robespierre am 28. Juli 1794 selbst den Tod durch die Guillotine gefunden hatte, kehrte Laplace nach Paris zurück und wurde im Dezember des Jahres einer der beiden Examinateure für die École polytechnique. 1795 nahm Laplace seine Arbeit im Komitee für Maße und Gewichte wieder auf und wurde dessen Vorsitzender. Im selben Jahr wurde die Akademie mit der Dachorganisation Institut de France neu gegründet. Laplace war Gründungsmitglied und wurde Vizepräsident des Instituts. Fünf Monate später wurde er dessen Präsident. Des Weiteren übernahm er die Leitung des Pariser Observatoriums und des Forschungsbereichs.

### Innenminister Napoleons
Zur selben Zeit knüpfte er erste Beziehungen zu Napoleon, so dass er nach dessen Staatsstreich 1799, angeblich auf eigene Bitte, Innenminister wurde. Dieses Amt versah er jedoch so schlecht, dass er schon nach sechs Wochen durch einen Bruder Napoleons, Lucien, ersetzt wurde. Zum Trost machte ihn Napoleon zum Mitglied des relativ einflusslosen Senats. 1803 wurde Laplace Vizepräsident des Senats und damit ein reicher Mann. Durch die Vielzahl seiner Ämter verdiente er 100.000 Francs im Jahr, was damals eine sehr große Summe war. Zum Vergleich: 1810 verdiente Gauß als Leiter des Göttinger Observatoriums ungefähr 4.000 Francs.
Nachdem Laplace 1804 im Senat für die Einsetzung Napoleons als Kaiser gestimmt hatte, adelte dieser ihn 1806 zum Grafen. Im selben Jahr zog Laplace nach Arcueil, einem Vorort von Paris, in das Nachbarhaus des Chemikers Claude-Louis Berthollet. Mit diesem gründete er die Société d’Arcueil, in der die beiden mit anderen, meist jungen Wissenschaftlern, Experimente durchführten. Zu diesen Wissenschaftlern gehörten unter anderen auch Jean-Baptiste Biot und Alexander von Humboldt. Durch diese Arbeit machte er sich jedoch Feinde, da er ein klares Forschungsprogramm aufstellte, das hauptsächlich seine eigenen Forschungsschwerpunkte enthielt, und dieses auch konsequent durchführte. An weiterem Ansehen verlor Laplace, weil er weiterhin an der Teilchennatur des Lichtes festhielt, während die Wellentheorie durch Augustin Jean Fresnel immer mehr Anerkennung fand.
1813 starb seine Tochter im Kindbett, schenkte Laplace jedoch eine Enkelin. Von ihr stammen alle heutigen Nachkommen von Laplace ab, da sein Sohn zwar 85 Jahre alt wurde, aber kinderlos starb. Weitere Gegner schuf sich Laplace, als er 1814 für die Absetzung Napoleons stimmte und sich sogleich der bourbonischen Restauration zur Verfügung stellte. König Ludwig XVIII. hingegen machte Laplace zum Dank 1815 zum Pair von Frankreich und 1817 zum Marquis (Markgraf). 1816 legte Laplace seine Arbeit an der École polytechnique nieder und wurde Mitglied der 40 Unsterblichen der Académie française. 1822 wurde er in die American Academy of Arts and Sciences gewählt. 1826 erließ der König ein verschärftes Pressegesetz, gegen das viele Wissenschaftler mit Unterschriften zu Felde zogen. Laplace verlor seine letzten politischen Freunde, als er versuchte, Kollegen für das Gesetz einzunehmen. Wegen seiner Eigenschaft, immer auf der Seite der Mächtigen zu sein, wurde Laplace nach seinem Tode trotz großer wissenschaftlicher Erfolge nicht im Panthéon beigesetzt, sondern auf dem Pariser Friedhof.

## Werk
Laplace’ größtes wissenschaftliches Werk liegt auf dem Gebiet der Astronomie oder genauer der Himmelsmechanik. Von 1799 bis 1823 verfasste er sein Hauptwerk Traité de Mécanique Céleste (Abhandlung über die Himmelsmechanik). Dieses fünfbändige Buch erschien auf Deutsch unter dem Namen Himmelsmechanik. Darin gibt er einen Überblick über alle seit Newton gewonnenen Erkenntnisse sowie über seine eigenen Forschungen und erweist sich als Vollender Newtons. Er gibt einen rechnerischen Beweis für die Stabilität der Planetenbahnen. Aufgrund von Unregelmäßigkeiten in den Bahnkurven war man damals der Meinung, dass das Sonnensystem kollabieren könnte. Außerdem postuliert er die Existenz von Schwarzen Löchern und beschäftigt sich mit dem Drei-Körper-Problem. Obwohl das Werk mathematisch sehr anspruchsvoll und deshalb sehr schwer zu lesen ist, wurde es in der Folgezeit Pflichtlektüre für alle angehenden Astronomen.
Laplace stellte sein Buch dem Ersten Konsul Napoleon Bonaparte vor. Dabei ergab sich ein Gespräch, dessen Wortlaut in zahlreichen Variationen überliefert ist. Der französische Astronom Hervé Faye zitierte es wie folgt:

« Comme le citoyen Laplace présentait au général Bonaparte la première édition de son Exposition du Système du monde, le général lui dit: ‚Newton a parlé de Dieu dans son livre. J’ai déjà parcouru le vôtre et je n’y ai pas trouvé ce nom une seule fois.‘ À quoi Laplace aurait répondu: ‚Citoyen premier Consul, je n’ai pas eu besoin de cette hypothèse.‘ »

„Als der Bürger Laplace dem General Bonaparte die erste Ausgabe seiner Exposition du Système du monde zeigte, sagte der General zu ihm: ‚Newton sprach in seinem Buch von Gott. Ich habe das Ihrige schon durchgesehen und dabei diesen Begriff kein einziges Mal gefunden.‘ Woraufhin Laplace erwidert hatte: ‚Bürger und Erster Konsul, ich habe dieser Hypothese nicht bedurft.‘“

Dieses Gespräch wurde von vielen als Ausdruck eines radikalen Atheismus gewertet. Wahrscheinlich meinte Laplace mit seiner Antwort jedoch etwas anderes. Newton hatte in seinem Werk eine ordnende Funktion Gottes postuliert. Gott sollte regelmäßig in das mechanische Weltgeschehen eingreifen, um die säkularen Störungen, die es zunehmend in Unordnung brachten und zu zerstören drohten, quasi wieder zurechtzurücken. Seit Newton war aber die Himmelsmechanik weiter fortgeschritten und Laplace konnte solche Störungen erklären und berechnen, ohne einen ordnenden Gott zu bemühen. Deswegen ist die Antwort von Laplace wahrscheinlich nicht als vollständige Negierung der Existenz Gottes zu verstehen.
Das Werk war eine zu seiner Zeit umfassende Zusammenstellung des Wissens über die Himmelsmechanik, die noch 50 Jahre später als weitgehend vollständig angesehen wurde. Bereits 1796, drei Jahre vor den ersten beiden Bänden der Himmelsmechanik, veröffentlichte Laplace die Exposition du systeme du monde (Darstellung des Weltsystems). Dieses ebenfalls fünfbändige Buch ist gewissermaßen eine nichtmathematische Einführung zur Himmelsmechanik. Laplace gibt darin das astronomische Weltbild seiner Zeit wieder und beweist, dass die Wahrscheinlichkeit einer Kollision eines Kometen mit der Erde nur klein, im Verlauf astronomischer Zeiträume jedoch groß ist. Im letzten Band und letzten Kapitel des Werkes entwickelt Laplace auf 19 Seiten eine Theorie über die Entstehung des Sonnensystems, die heute als Nebularhypothese bekannt ist.
1799 stellte er die Hypothese auf, dass auf der Rückseite des Mondes eine größere „Beule“ existieren müsse, die die Bewegung des Mondes beeinflusst.
Das zweite große Forschungsgebiet von Laplace war die Wahrscheinlichkeitsrechnung. Für Laplace stellte sie einen Ausweg dar, um trotz fehlender Kenntnisse zu gewissen Resultaten zu kommen. In seinem zweibändigen Werk Théorie Analytique des Probabilités (1812) gab Laplace eine Definition der Wahrscheinlichkeit und befasste sich mit abhängigen und unabhängigen Ereignissen, vor allem in Verbindung mit Glücksspielen. Außerdem behandelte er in dem Buch den Erwartungswert, die Sterblichkeit und die Lebenserwartung. Das Werk stellte eine Widerlegung der These dar, dass eine strenge mathematische Behandlung der Wahrscheinlichkeit nicht möglich sei. Diese These wurde damals von vielen Mathematikern vertreten und auch Laplace’ ehemaliger Lehrer d’Alembert war bis zu seinem Tod 1783 dieser Auffassung.
Zwei Jahre später erschien das Buch Essai philosophique sur les Probabilités (Philosophischer Essay über die Wahrscheinlichkeit). Dieses Werk war, wie die Exposition du systeme du monde, für einen breiten Leserkreis geschrieben, ersparte dem Leser jedoch nur die Formeln und war sonst in keiner Weise einfacher. Neben den Themen der Théorie Analytique beschrieb Laplace außerdem einen alles rational erfassenden „Weltgeist“, der die Gegenwart mit allen Details kennt und daher die Vergangenheit und Zukunft des Weltgeschehens in allen Einzelheiten beschreiben kann. Laplace meinte jedoch auch, dass die menschliche Intelligenz dieses nie erreichen könne. Dieser „Weltgeist“ wurde später als Laplacescher Dämon bekannt und sorgte für erbitterten Widerstreit um die Frage, ob ein solcherart verkörperter, vollkommener Determinismus kompatibel oder inkompatibel mit der Willensfreiheit sei (siehe Kompatibilismus und Inkompatibilismus).
Das vollkommen deterministische Weltbild wird oft als inkompatibel mit statistischen Interpretationen der modernen Quantenmechanik gesehen (z. B. Bornsche Wahrscheinlichkeitsinterpretation). Einige Physiker konnten sich mit einem grundlegend indeterministischen Charakter mikroskopischer Naturvorgänge nicht anfreunden. Am bekanntesten ist sicher der skeptische Ausspruch Einsteins „Gott würfelt nicht“.
Im Jahr 1780 machte Laplace mit Lavoisier Experimente mit einem Eiskalorimeter: Sie bestätigten die Äquivalenz von tierischer Atmung mit der Verbrennung von Holzkohle – in beiden Fällen wird durch Sauerstoff Kohlenstoff zu Kohlendioxid verbrannt. Interessant erscheint die Einschätzung des Zufalls: Die Experimentatoren nahmen an, dass die Schwankungen im Experiment prinzipiell vermeidbar wären, wenn man nur alle Bedingungen des Experiments kennen würde.
Laplace war stets mehr Physiker als Mathematiker. Die Mathematik diente ihm nur als Mittel zum Zweck. Heute sind jedoch die mathematischen Verfahren, die Laplace entwickelte und anwandte, viel wichtiger als das eigentliche Werk an sich. Die wichtigsten sind der Laplacesche Entwicklungssatz, der Laplace-Operator, die Laplace-Gleichung sowie die Laplace-Transformation. 1816 fand der französische Astronom und Mathematiker P S. de Laplace die Formel zur Bestimmung der Schallgeschwindigkeit.

## Ehrungen
Er ist namentlich auf dem Eiffelturm verewigt, siehe: Die 72 Namen auf dem Eiffelturm. 
Nach Pierre-Simon Laplace sind auf dem Mond verschiedene Oberflächenstrukturen benannt worden, z. B. das Promontorium Laplace und ehemals eine Mondrille. Der Asteroid (4628) Laplace ist ebenfalls nach ihm benannt. Gleiches gilt für die Île Laplace in der Antarktis.
Nach Laplace ist auch eine Pflanzengattung Laplacea Kunth aus der Familie der Teestrauchgewächse (Theaceae) benannt.

## Editionen

### Monographien
- „Exposition du système du monde“, Erstausgabe in zwei Bänden, Paris 1796; letzte von Laplace überarbeitete und posthum erschienene 6. Auflage, Paris 1836; überarbeitete Neuauflage der 6. Auflage, Fayard, Frankreich 1984, Neuauflage der Auflage von 1799 durch die Cambridge University Press 2009.
- „Traité de mécanique céleste“, fünf Bände, Paris 1798–1825 (Neudruck, Brüssel 1967).
- Pierre Simon Laplace: Théorie analytique des probabilités. V. Courcier, Paris 1812, OCLC 1450478, urn:nbn:de:bvb:12-bsb10054066-7.
- Pierre Simon Laplace: Essai philosophique sur les probabilités. Courcier, Paris 1814, OCLC 1450574, urn:nbn:de:bvb:12-bsb10082256-7 (Der Essai ist eine nachträglich verfasste Einleitung in die Théorie analytique des probabilités und wurde sowohl gesondert als auch im Zusammenhang mit der Théorie analytique ediert).
- Pierre Simon Laplace: Précis de l'histoire de l'astronomie. V. Courcier, Paris 1821, OCLC 10208507, urn:nbn:de:bvb:12-bsb10060999-7 (Der Abriss der Geschichte der Astronomie ist das abschließende Buch V der Exposition du système du monde).
- Pierre Simon Laplace, Roger Hahn: Correspondance de Pierre Simon Laplace (1749–1827). Brepols, Turnhout 2013, ISBN 978-2-503-54846-3.

### Deutsche Übersetzungen
- „Darstellung des Weltsystems“, von Johann Karl Friedrich Hauff, Frankfurt 1797 Digitalisat; Hauffs Übersetzung basiert auf der französischen Erstausgabe, so dass Laplace’ spätere Überarbeitungen nicht in die Übersetzung eingegangen sind. Heinrich Schmidt hat das Kapitel zur Kosmogonie aus der Exposition zusammen mit der Weltentstehungslehre von Kant herausgegeben: „Die Kant-Laplacesche Theorie, Ideen zur Weltentstehung von Immanuel Kant und Pierre Laplace“, Leipzig 1925.
- „Darstellung des Weltsystems Band 1, Bücher 1-3: Von der scheinbaren Bewegung der Himmelskörper / Von der wahren Bewegung der Himmelskörper / Von den Gesetzen der Bewegung“, übersetzt von Manfred Jacobi, Franz Kerschbaum, Reihe Ostwalds Klassiker, Bd. 301, Harri Deutsch, 2008, ISBN 978-3-8171-3301-7
- „Darstellung des Weltsystems Band 2, Bücher 4-5: Von der Theorie der allgemeinen Schwere / Abriss der Geschichte der Astronomie“, übersetzt von Manfred Jacobi, Franz Kerschbaum, Reihe Ostwalds Klassiker, Bd. 302, Harri Deutsch, 2008, ISBN 978-3-8171-3302-4
- „Mechanik des Himmels“, von Johann Carl Burckhardt, Berlin 1800–1802. Burckhardts Übersetzung umfasst die ersten zwei Bände der Mécanique céleste.
- Pierre Simon Laplace: Philosophischer Versuch über die Wahrscheinlichkeit: (1814). Hrsg.: Richard von Mises. Reprint, 2. Auflage. Thun, Frankfurt am Main 1996, ISBN 3-8171-3233-6.

### Die zwei Werkausgaben
- „Œuvres“, acht Bände, Paris 1843–1847;
- „Œuvres complètes“, vierzehn Bände, Paris 1878–1912, hrsg. von der Académie des sciences. Diese Ausgabe ist heute maßgeblich.